# ميخال رولا جيميرسكي
المارشال ميخال رولا جيميرسكي (بالبولندية: Michał Rola-Żymierski) قائد عسكري بولندي شيوعي وُلد في مدينة كراكوف بقيصرية بولندا الخاضعة لحكم الإمبراطورية الروسية بتاريخ 4 سبتمبر 1890 وتوفي في وارسو خلال عهد الجمهورية الشعبية بتاريخ 15 أكتوبر 1989 بعدما أصبح أخر من حمل رتبة مارشال بولندا منذ عام 1945 وحتى وفاته.

## قراءة مفصلة
- Andrew A. Michta, 'Red Eagle: The army in Polish politics 1944-1988'

## وصلات خارجية
- ميخال رولا جيميرسكي على موقع مونزينجر (الألمانية)

- (بالبولندية) Sprawa karna Michała Żymierskiego 2
- (بالبولندية) Sprawa karna Michała Żymierskiego 3